# 長野県道180号住吉上田線
長野県道180号住吉上田線（ながのけんどう180ごう すみよしうえだせん）は、長野県上田市を走る一般県道。国道144号の旧道でもある。

## 概要

### 路線データ
- 起点：上田市大字住吉（国道144号交点）
- 終点：上田市中央5丁目（中央五丁目交差点、国道18号交点）

## 交差する道路
- 国道144号（起点）
- 国道18号（終点）
- なお、国道18号上田バイパスとは立体交差のため、交差はするものの進入できない。